# Trequanda
Trequanda est une commune italienne de la province de Sienne, dans la région Toscane.

## Histoire
- La forteresse de Trequanda.

## Administration
| Période                                  | Période  | Identité     | Étiquette       | Qualité |
| ---------------------------------------- | -------- | ------------ | --------------- | ------- |
| 30 mai 2006                              | En cours | Franca Muzzi | Centro-Sinistra |         |
| Les données manquantes sont à compléter. |          |              |                 |         |

### Hameaux
Petroio, Castelmuzio.

### Communes limitrophes
Asciano, Pienza, Rapolano Terme, San Giovanni d'Asso, Sinalunga, Torrita di Siena.